# Zwartstaartmierkruiper
De zwartstaartmierkruiper (Myrmoborus melanurus) is een zangvogel uit de familie Thamnophilidae (miervogels).

## Verspreiding en leefgebied
Deze soort komt voor in tropisch noordoostelijk Peru en aangrenzend uiterst westelijk Brazilië.

## Status
De grootte van de populatie is niet gekwantificeerd maar de soort wordt omschreven als zeldzaam tot vrij algemeen. Op de Rode lijst van de IUCN heeft deze soort de status gevoelig.